# 降D大調

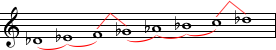
降D大調音階（為全音，為半音）

降D大調是一個基於D♭音的大調，由D♭、E♭、F、G♭、A♭、B♭、C和D♭組成，調號有五個降號。關係小調是降b小調，並行小調是降d小調，與升C大調異名同音。